# 흰줄박이박쥐속
흰줄박이박쥐속(Platyrrhinus)은 주걱박쥐과(신세계잎코박쥐과)에 속하는 박쥐 속의 하나이다. 20종으로 이루어져 있다.

## 하위 종
| - 알베리코넓적코박쥐 (P. albericoi) - 가는넓적코박쥐 (P. angustirostris) - 다리엔넓적코박쥐 (P. aquilus) - 엘도라도넓적코박쥐 (P. aurarius) - 짧은머리넓적코박쥐 (P. brachycephalus) - 초코넓적코박쥐 (P. chocoensis) - 토마스넓적코박쥐 (P. dorsalis) | - 갈색배넓적코박쥐 (P. fusciventris) - 헬러넓적코박쥐 (P. helleri) - 잉카넓적코박쥐 (P. incarum) - 담황색넓적코박쥐 (P. infuscus) - 이스마엘넓적코박쥐 (P. ismaeli) - 흰줄박이박쥐 (P. lineatus) - 케추아넓적코박쥐 (P. masu) | - 마타팔로넓적코박쥐 (P. matapalensis) - 조프루아넓적코박쥐 (P. nigellus) - 서부넓적코박쥐 (P. nitelinea) - 헤시피넓적코박쥐 (P. recifinus) - 검은넓적코박쥐 (P. umbratus) - 큰넓적코박쥐 (P. vittatus) |